# ギアナ宇宙センター
ギアナ宇宙センター（ギアナうちゅうセンター、フランス語: Centre Spatial Guyanais, CSG, 英語: Guiana Space Centre）は、フランス領ギアナのクールーにあるフランス国立宇宙センターのロケット発射基地。

## 概要
主に欧州宇宙機関やアリアンスペースなどが利用している。基地は赤道の北に約500km、北緯5度3分と低緯度にあり、静止軌道に載せる静止衛星の打ち上げには適した位置にある。
1960年代初頭、フランスはフランス領アルジェリアのアマギールで、ロケットの発射試験を行っていたが、アルジェリアの独立に伴い、そこでの試験を中止した。1964年にクールーをロケット発射基地として選定した。基地は1968年から稼動し、最初の打ち上げは4月9日のことである。欧州宇宙機関は1975年の設立時より、ここを使用している。
基地の設備としては、ロケット発射基地として完備しており、人工衛星組み立て棟や固体燃料工場もある。1968年より複数の打ち上げ施設が建設されている。例えば、アリアン1ロケットのELA-1は1975年から建設が開始され、1979年に初打ち上げを行っている。ELA-1は1989年まで使用され、その後、解体された。アリアン4用の打ち上げ施設であるELA-2は、1986年から2003年まで使用され、2011年9月に爆破解体された。
2012年初め時点の打ち上げ施設としては1996年使用開始のアリアン5用のELA-3の他、ヴェガロケット用の打ち上げ施設（ELV、ELA-1を再度建設：2012年初めから使用開始）と、ソユーズロケットの打ち上げ施設（ELS：2011年末から使用開始）が新たに建設された。
2011年10月21日にソユーズロケットでガリレオ測位衛星が打ち上げられた。
打ち上げの番号は長らくアリアンロケットのみの打ち上げだったのでV-XXのようにV-の後に連番が表記されたが、複数のロケットを打ち上げるようになり、2011年4月以降はアリアンの打ち上げではVA-XX、ソユーズの打ち上げではVS-XX、ヴェガの打ち上げではVV-XXになった。
2017年4月4日から5日にかけて、2017年仏領ギアナ騒乱にともなう一連の抗議活動により、同センターは労働組合と現地住民によって占拠された。 

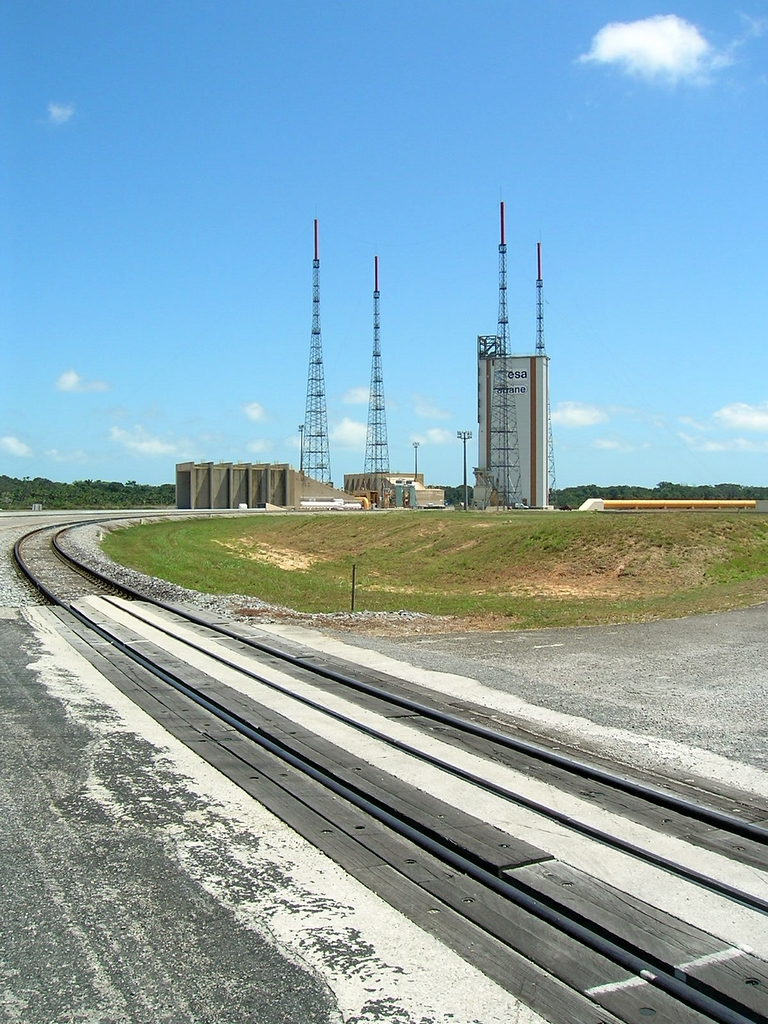
ELA3発射施設。4つのタワーは避雷針である。
ELA3発射施設の地図

## 参考資料
1. ↑  “Le portique mobile des Ariane 4 démantelé”. CNES 2012年1月21日閲覧。
2. 1 2  Christian Lardier; Stefan Barensky (2013年3月). The Soyuz Launch Vehicle: The Two Lives of an Engineering Triumph. Springer Science & Business Media. pp. xiii-xv
3. ↑  “France clears Guiana aid package as protesters end space centre occupation”. France 24. (2017年4月6日) 2020年11月3日閲覧。